# Ustilaginomycotina
Ustilaginomycotina là một trong ba phân ngành của ngành nấm Basidiomycota. Phân ngành này bao gồm hai lớp là Ustilaginomycetes và Exobasidiomycetes. Đến năm 2014, phân ngành được sắp xếp lại và bổ sung thêm hai lớp mới là Malasseziomycetes và Moniliellomycetes.
Ustilaginomycotina bao gồm tổng số 115 chi, tương ứng với hơn 1700 loài.